# Jack and Jill (2011)
Jack and Jill is een Amerikaanse filmkomedie uit 2011 onder regie van Dennis Dugan. Komiek Adam Sandler speelt hierin beide titelrollen. Jack and Jill 'won' tien Razzie Awards, waaronder die voor slechtste film, slechtste regie, slechtste scenario, slechtste acteur en slechtste actrice (de twee laatstgenoemde allebei door Sandler). Met dit aantal brak de productie het record voor meeste Razzies in één jaar, dat daarvoor op naam stond van I Know Who Killed Me uit 2007 (acht stuks). Sandler won voor zijn dubbelrol daarentegen ook de Kids' Choice Award voor favoriete filmacteur van het jaar.

## Verhaal
Jack (Adam Sandler) is een succesvolle reclameman in Los Angeles, getrouwd met Erin (Katie Holmes) en vader van twee kinderen. Als zijn neurotische en aanzienlijk minder succesvolle tweelingzus Jill (ook Sandler) overkomt om Thanksgiving te vieren, ontstaan er al snel grote spanningen. Ondertussen heeft Jack de opdracht om Al Pacino te strikken voor een reclamefilmpje voor Dunkin' Donuts. Pacino blijkt op Jill te vallen en alleen mee te willen werken als hij een afspraakje met haar krijgt.

## Rolverdeling
| Acteur            | Personage                          | Opmerkingen                                         |
| ----------------- | ---------------------------------- | --------------------------------------------------- |
| Adam Sandler      | Jack Sadelstein en Jill Sadelstein | dubbelrol                                           |
| Katie Holmes      | Erin Sadelstein                    | Jacks vrouw                                         |
| Al Pacino         | zichzelf                           |                                                     |
| Eugenio Derbez    | Felipe                             | Jacks tuinman                                       |
| Elodie Tougne     | Sofia Sadelstein                   | Jacks dochter                                       |
| Rohan Chand       | Gary Sadelstein                    | Jacks zoon                                          |
| Tim Meadows       | Ted                                |                                                     |
| Nick Swardson     | Todd                               |                                                     |
| Allen Covert      | Otto                               |                                                     |
| Valerie Mahaffey  | Bitsy Simmons                      |                                                     |
| Gad Elmaleh       | Xavier                             |                                                     |
| Gary Valentine    | Dallas                             |                                                     |
| David Spade       | Monica                             | voormalig klasgenote van Jack en Jill               |
| Dana Carvey       | gestoorde poppenspeler             |                                                     |
| Dennis Dugan      | Henry                              | understudy van Pacino, tevens regisseur van de film |
| Norm Macdonald    | Funbucket                          |                                                     |
| Sadie Sandler     | Jill op jonge leeftijd             | Adam Sandlers dochter                               |
| Johnny Depp       | zichzelf                           |                                                     |
| Regis Philbin     | zichzelf                           |                                                     |
| Christie Brinkley | zichzelf                           |                                                     |
| John McEnroe      | zichzelf                           |                                                     |
| Drew Carey        | zichzelf                           |                                                     |
| Shaquille O'Neal  | zichzelf                           |                                                     |